# Чилдерсберг
Чилдерсберг (англ. Childersburg) — місто (англ. city) в США, в окрузі Талладіга штату Алабама. Населення — 4754 особи (2020).

## Географія

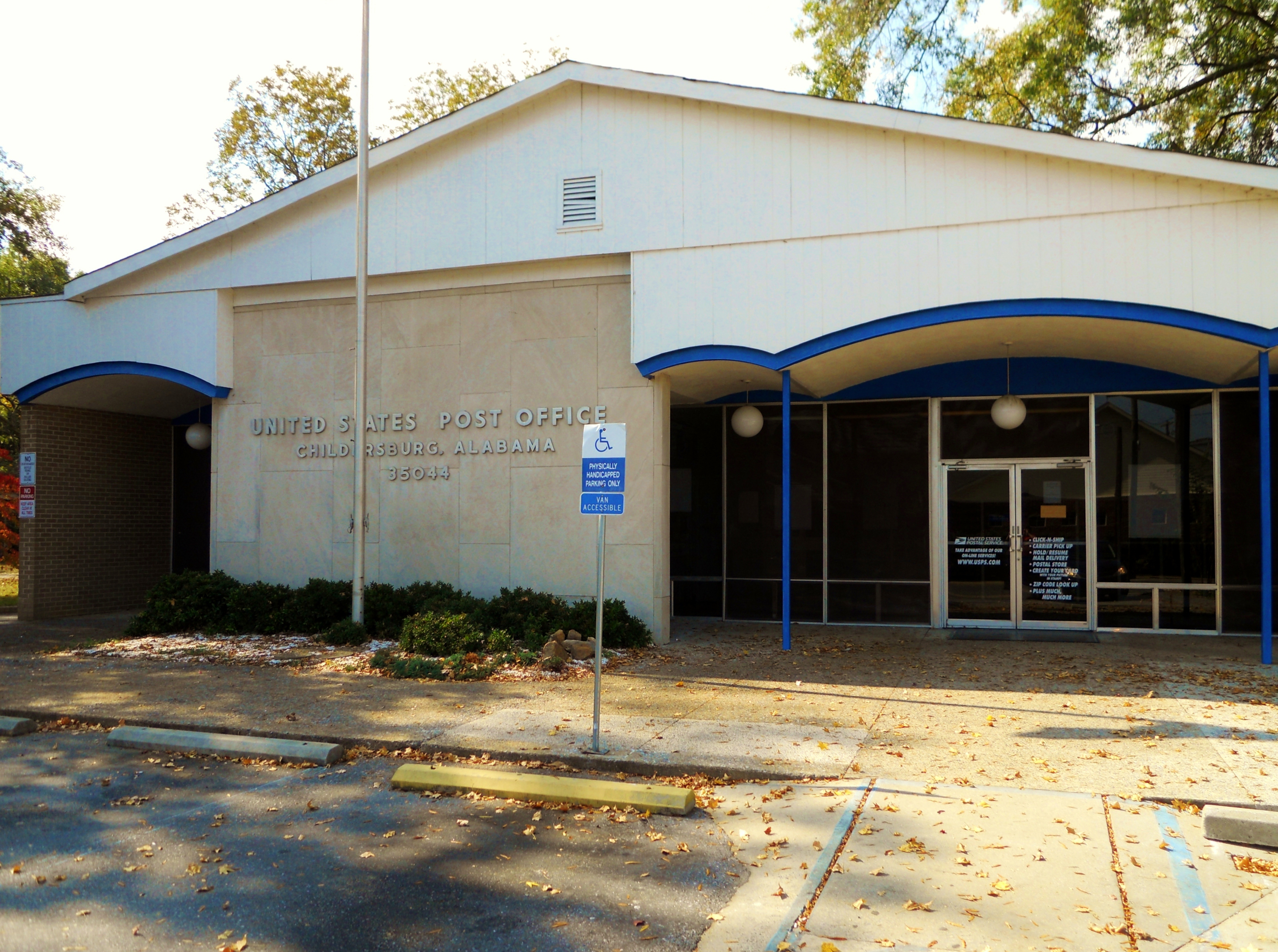
Поштове відділення

Чилдерсберг розташований за координатами 33°17′34″ пн. ш. 86°20′32″ зх. д. / 33.29278° пн. ш. 86.34222° зх. д. (33.292685, -86.342188).  За даними Бюро перепису населення США в 2010 році місто мало площу 32,63 км², з яких 31,98 км² — суходіл та 0,65 км² — водойми.

## Демографія
Згідно з переписом 2010 року, у місті мешкало 5175 осіб у 2090 домогосподарствах у складі 1422 родин. Густота населення становила 159 осіб/км².  Було 2356 помешкань (72/км²).
Расовий склад населення:
| - 60,1 % — білих - 36,9 % — чорних або афроамериканців - 0,5 % — азіатів - 0,4 % — корінних американців |

До двох чи більше рас належало 1,8 %. Частка іспаномовних становила 1,3 % від усіх жителів.
За віковим діапазоном населення розподілялося таким чином: 26,4 % — особи молодші 18 років, 58,5 % — особи у віці 18—64 років, 15,1 % — особи у віці 65 років та старші. Медіана віку мешканця становила 36,5 року. На 100 осіб жіночої статі у місті припадало 82,5 чоловіків;  на 100 жінок у віці від 18 років та старших — 77,5 чоловіків також старших 18 років.
Середній дохід на одне домашнє господарство  становив 44 820 доларів США (медіана — 25 948), а середній дохід на одну сім'ю — 51 972 долари (медіана — 26 542). За межею бідності перебувало 38,6 % осіб, у тому числі 56,8 % дітей у віці до 18 років та 16,4 % осіб у віці 65 років та старших.
Цивільне працевлаштоване населення становило 1756 осіб. Основні галузі зайнятості: виробництво — 21,3 %, освіта, охорона здоров'я та соціальна допомога — 17,7 %, науковці, спеціалісти, менеджери — 12,2 %, будівництво — 9,6 %.

## Галерея

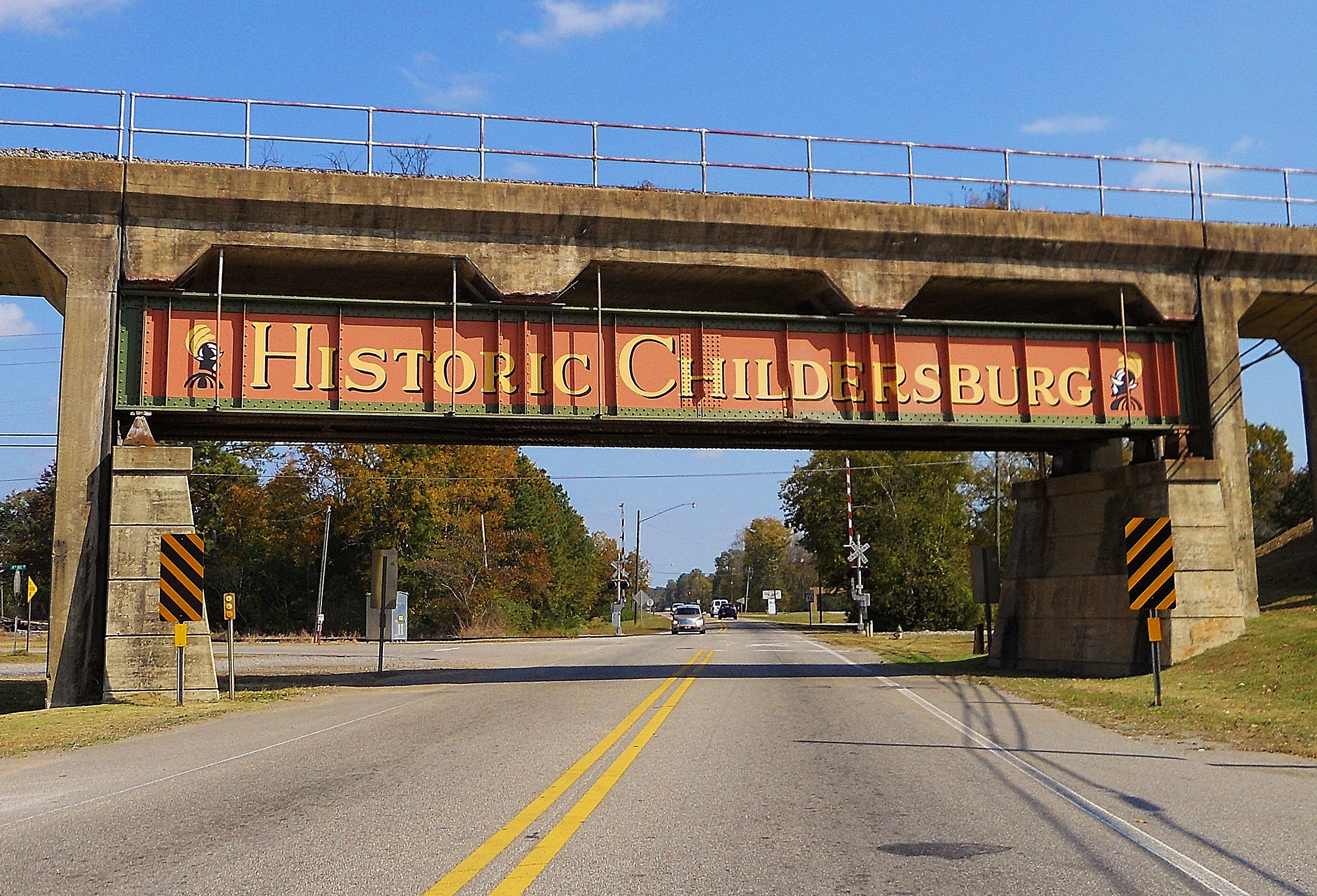
Міст в Чілдерсберзі
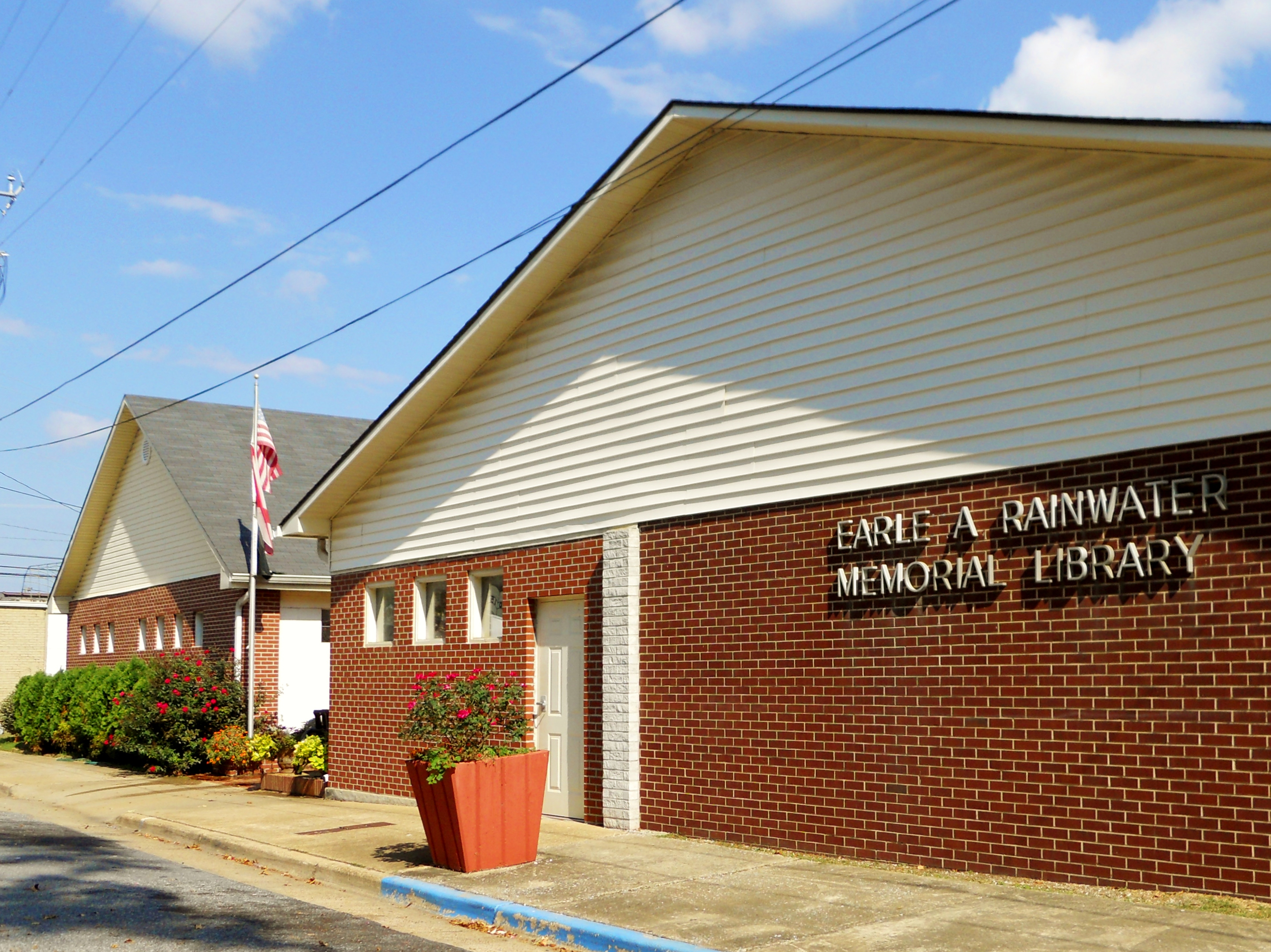
Бібліотека
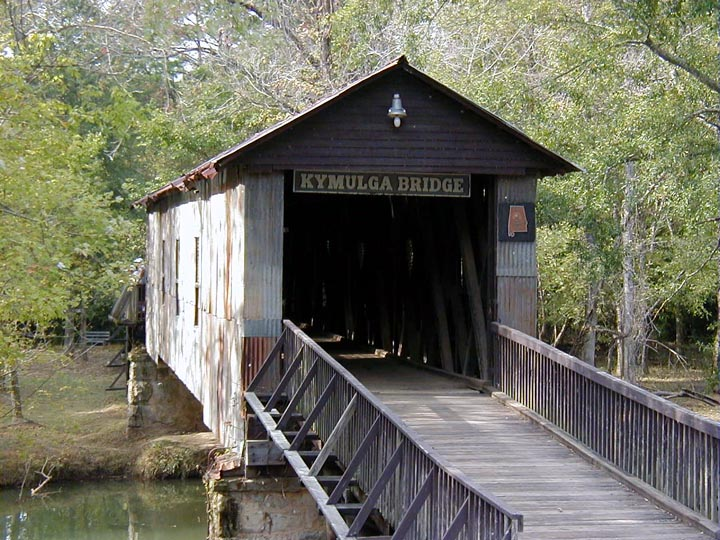
Млин і критий міст, розташований за 4,5 милі (7,2 км) на північний схід від Чилдерсберга. Це місце було включене до Національного реєстру історичних місць 29 жовтня 1976 року.
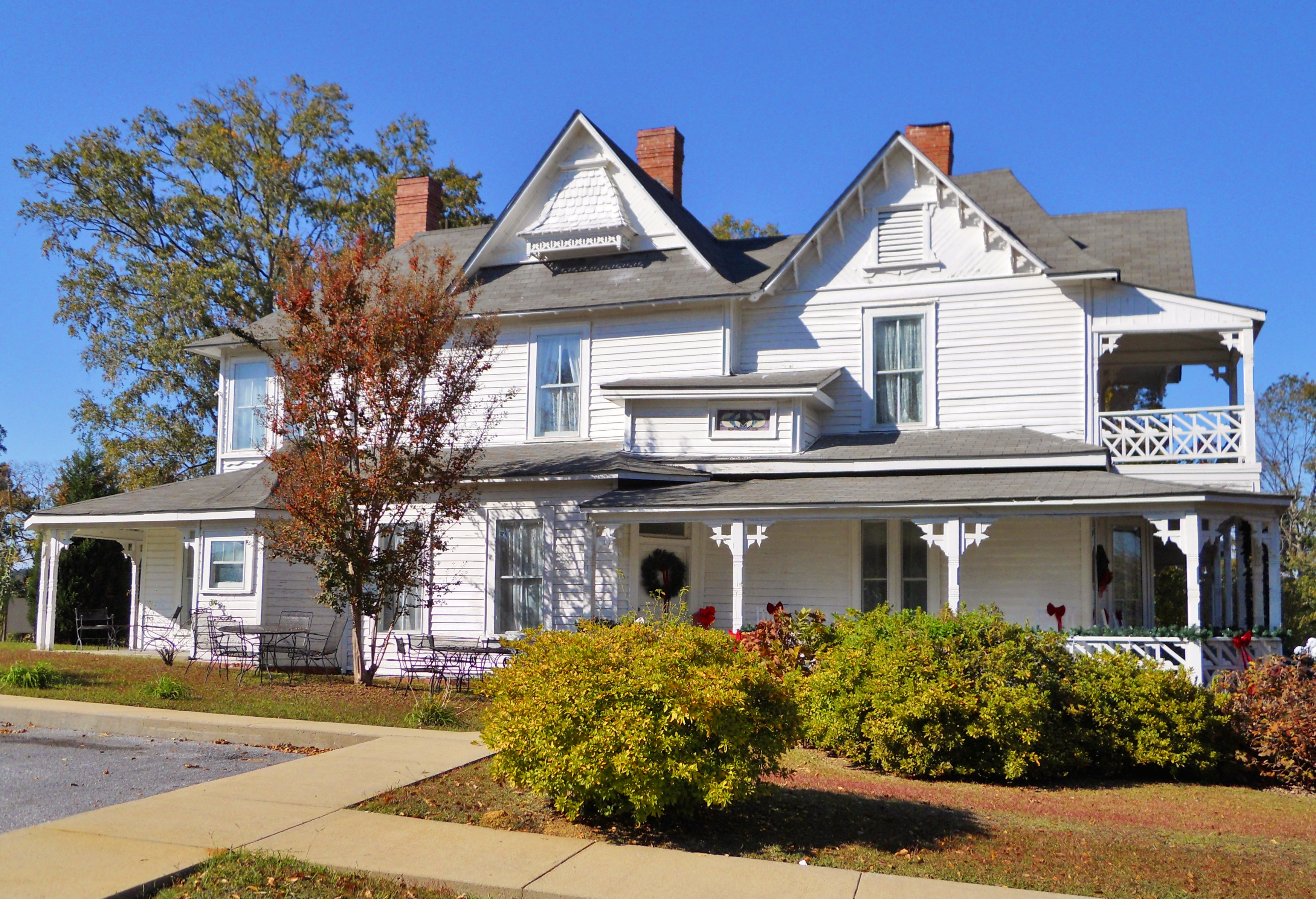
Будинок Чарльза Батлера був включений до Національного реєстру історичних місць 26 лютого 1996 року.